# Rohero
Rohero è un comune del Burundi situato nella provincia di Bujumbura Mairie con 35.157 abitanti (stima 2004)